# 뤼시 뤼카
뤼시 뤼카(Lucie Lucas, 1986년 3월 24일 ~ )는 프랑스의 배우, 모델이다.